# Sapri
Sapri è un comune italiano di 6 316 abitanti della provincia di Salerno in Campania, situato nel golfo di Policastro.

## Geografia fisica

### Territorio
Sapri è uno dei comuni più a sud della Provincia di Salerno e dell'intera Campania, situato a pochi chilometri dal confine lucano, sulla costa tirrenica, in una piccola pianura che si affaccia sull'omonima baia compresa all'interno del golfo di Policastro, il quale chiude, a sud-est, la costiera cilentana, ed è circondata a semicerchio dai monti dell'Appennino meridionale, che si ergono alle sue spalle.
- Classificazione sismica: zona 2 (sismicità media), Ordinanza PCM 3274 del 20/03/2003.

## Storia
La città di Sapri ha origini molto antiche e viene considerata il cuore del golfo di Policastro. In età romana la baia e il suo entroterra furono tenute in grande considerazione. Cicerone la definì parva gemma maris inferi ("piccola gemma del mare del Sud"). Ancora oggi ci sono dei resti di edifici romani vicino a La Specola, sulla strada per andare verso Vibonati.
Dal 1811 al 1860 ha fatto parte del circondario di Vibonati, appartenente al Distretto di Sala del Regno delle Due Sicilie.
Dal 1860 al 1924, durante il Regno d'Italia ha fatto parte del mandamento di Vibonati, nel 1924 il mandamento fu trasferito a Sapri fino al 1927 anno della sua soppressione appartenente al Circondario di Sala Consilina.
Nella prima guerra mondiale nel novembre 1917 alla 16ª Sezione FBA di Sapri arrivano 3 FBA Type H e nell'agosto 1918 diventa la 277ª Squadriglia che resta fino al 1º aprile 1919.
Sapri è nota soprattutto per la tragica spedizione di Carlo Pisacane nella notte tra il  28 ed 29 giugno del 1857, ricordata in versi dalla famosa poesia La spigolatrice di Sapri di Luigi Mercantini.
La spedizione di Pisacane, organizzata a Genova dallo stesso, da Mazzini e da altri patrioti, doveva, nel progetto mazziniano, favorire lo scoppio a Napoli e a Salerno, seguite dalla Sicilia, della rivoluzione antiborbonica, nell'ambito della lotta per l'unità italiana, organizzata dal Comitato insurrezionale presieduto dal venticinquenne napoletano Giuseppe Fanelli, anche per evitare probabili azioni del partito murattiano anch'esso antiborbonico, ma deciso a instaurare un regno meridionale filofrancese.
Contemporaneamente sarebbero state assaltate le fortezze a Genova e a Livorno per prelevare i depositi di armi e munizioni da consegnare ai rivoltosi meridionali: la spedizione di Pisacane fallì, come le contemporanee azioni di Genova e di Livorno anche perché i napoletani e i salernitani non erano sufficientemente preparati all'azione immediata; servì tuttavia a evitare l'ipotetica instaurazione di un Regno murattiano nell'Italia meridionale e aprì la strada alla Spedizione dei Mille. La tragica impresa è commemorata da un obelisco eretto nel primo centenario situato in largo dei Trecento, da una statua di Pisacane risalente alla prima metà del secolo scorso nella villa comunale e da una raffigurazione in bronzo che rappresenta la "Spigolatrice" suggestivamente adagiata sullo scoglio dello Scialandro, idealmente protesa verso la baia di Sapri dove i trecento sbarcarono. Ogni estate, la spedizione viene ricordata da una rievocazione in costume dello sbarco.

### Simboli
Lo stemma comunale raffigura un toro marinato sul litorale della baia di Sapri e tre torri sullo sfondo. La sua immagine più antica deriverebbe da un originario timbro usato dal Municipio nel 1883.

## Monumenti e luoghi d'interesse

### Siti archeologici
Insediamenti abitativi sono stati rinvenuti in diversi siti del territorio limitrofo all'abitato saprese, in particolare alla località Carnale e alla località Viole. 
Non si hanno, poi, tracce di edifici o insediamenti di particolare rilievo fino all'epoca dell'Impero romano, quando viene edificata un'imponente villa marittima, munita di approdo, terme, teatro e mosaici di elevata qualità artistica (questi osservati prima della loro distruzione). Dell'edificio sono rimaste tracce su una vasta area in località Cammarelle (toponimo dell'area assunto dai depositi della villa, adiacenti al porto romano). 
All'inizio del secolo scorso era attiva in zona una carcara, utilizzata per la produzione di calce. Questa presenza può lasciar supporre che con un'opera di lodevole riciclo, le imponenti strutture della villa siano state utilizzate come cava di pietra e ridotte in calce. L'unica consolazione alla perdita di tale storica residenza, può essere determinata dalla poetica consapevolezza che numerosi edifici di Sapri possiedono, forse, nelle loro mura, parte della villa romana e della sua storia.

#### Riparo Smaldone
Il Riparo Smaldone è una cavità carsica presente nei pressi del comune di Sapri, anticamente era più grande, durante l'era del Paleolitico medio, venne frequenta da cacciatori-raccoglitori neandertaliani.
Chiese
Vi sono due parrocchie: quella dell'Immacolata Concezione con la chiesa madre in piazza Plebiscito e quella di San Giovanni Battista. Altre chiese sono quella di Santa Croce, di Sant'Antonio da Padova (località Timpone) e della Trovatella.
Santi festeggiati: San Vito martire (patrono), San Giovanni Battista, San Francesco di Paola, Immacolata Concezione, Santa Lucia, Sant'Antonio da Padova (località Timpone), San Pio da Pietrelcina, San Gaspare Bertoni.
I conventi presenti nella città, sono quelli delle religiose Francescane di Sant'Antonio e le religiose Francescane Bigie (fino al 2019).
Pozzo di San Vito

Alle spalle della chiesa dell'Immacolata, nel centro storico Marinella, si può ammirare il cosiddetto pozzo di San Vito. Famoso perché al santo patrono è attribuito, tra gli altri, il miracolo di aver purificato le acque dell'unico pozzo che all'epoca era a servizio della città, avvelenate da dei Borboni passanti per Sapri. Proprio questo luogo il 15 giugno, festa del santo, si riempie di infiorate: tappeti disegnati e decorati con fiori e foglie; la tradizione si tramanda ormai da secoli ed è segno di venerazione e ringraziamento per la protezione da parte del santo.
La specola

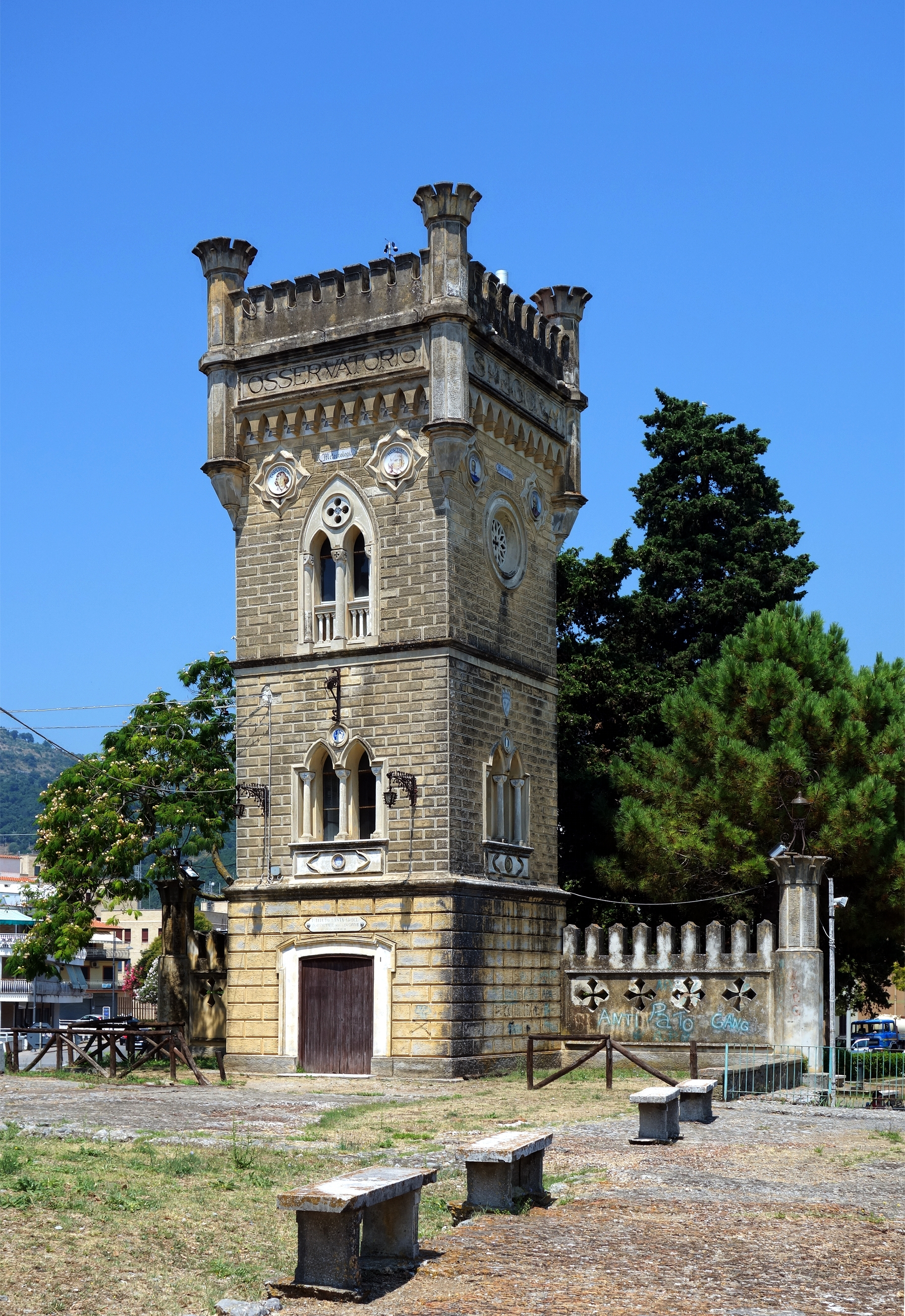
Osservatorio di Torre la Specola a Sapri. La Specola a Santa Croce è una copia del Castello asburgico di Miramare a Trieste.

La specola, alta 15 metri, è un osservatorio astronomico meteorologico; fu costruita nel 1927 dai padri Bigi, ordine fondato da San Ludovico da Casoria.
Le due statue della Spigolatrice
Al largo della baia di Sapri, sullo scoglio dello Scialandro (personaggio leggendario della storia di Sapri) vi è adagiata una scultura bronzea raffigurante la celebre immagine della Spigolatrice di Sapri, protagonista dell'omonima poesia, sdraiata con lo sguardo verso la baia. Questa scultura è stata realizzata nel 1994 dall'artista battipagliese Gennaro Ricco.
Dal 25 settembre 2021 è presente un'altra scultura in bronzo, posizionata al centro dei giardini del lungomare cittadino, realizzata dall'artista cilentano Emanuele Stifano.

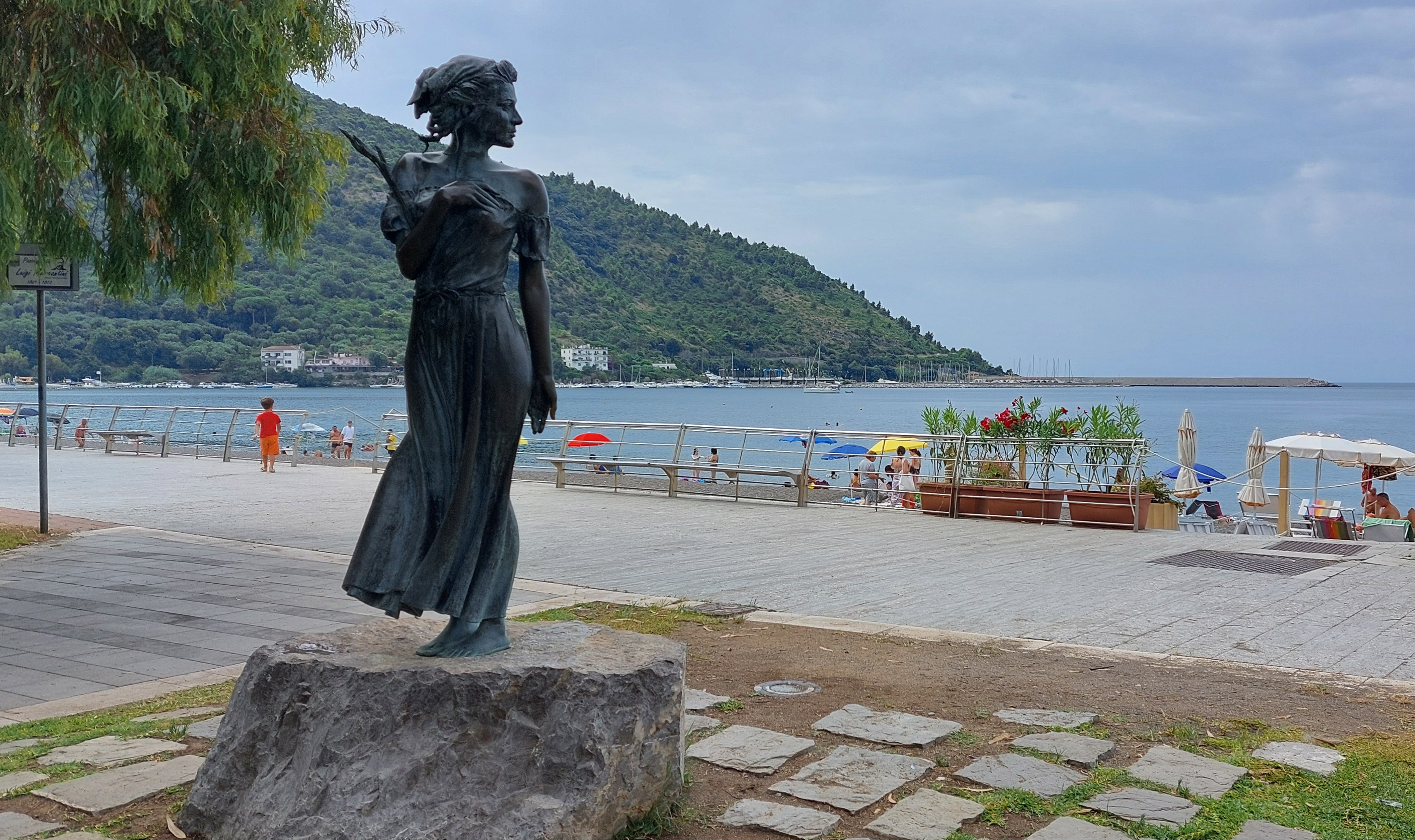
Statua in bronza della Spigolatrice sul lungo mare di Sapri.

La nuova statua ha rapidamente guadagnato grande visibilità e notorietà, a livello nazionale ed europeo, a seguito di controverse accuse di sessismo rivolte allo scultore e alla committenza da parte di alcuni esponenti politici, che sostengono che la spigolatrice sia stata raffigurata in abiti troppo succinti e trasparenti e non sia quindi rappresentativa di una tipica contadina campana dell'Ottocento. Per l'occasione sono venuti a Sapri i maggiori politici italiani, come Giuseppe Conte, capo del movimento 5 stelle ed ex presidente del consiglio.
La Villa Comunale 

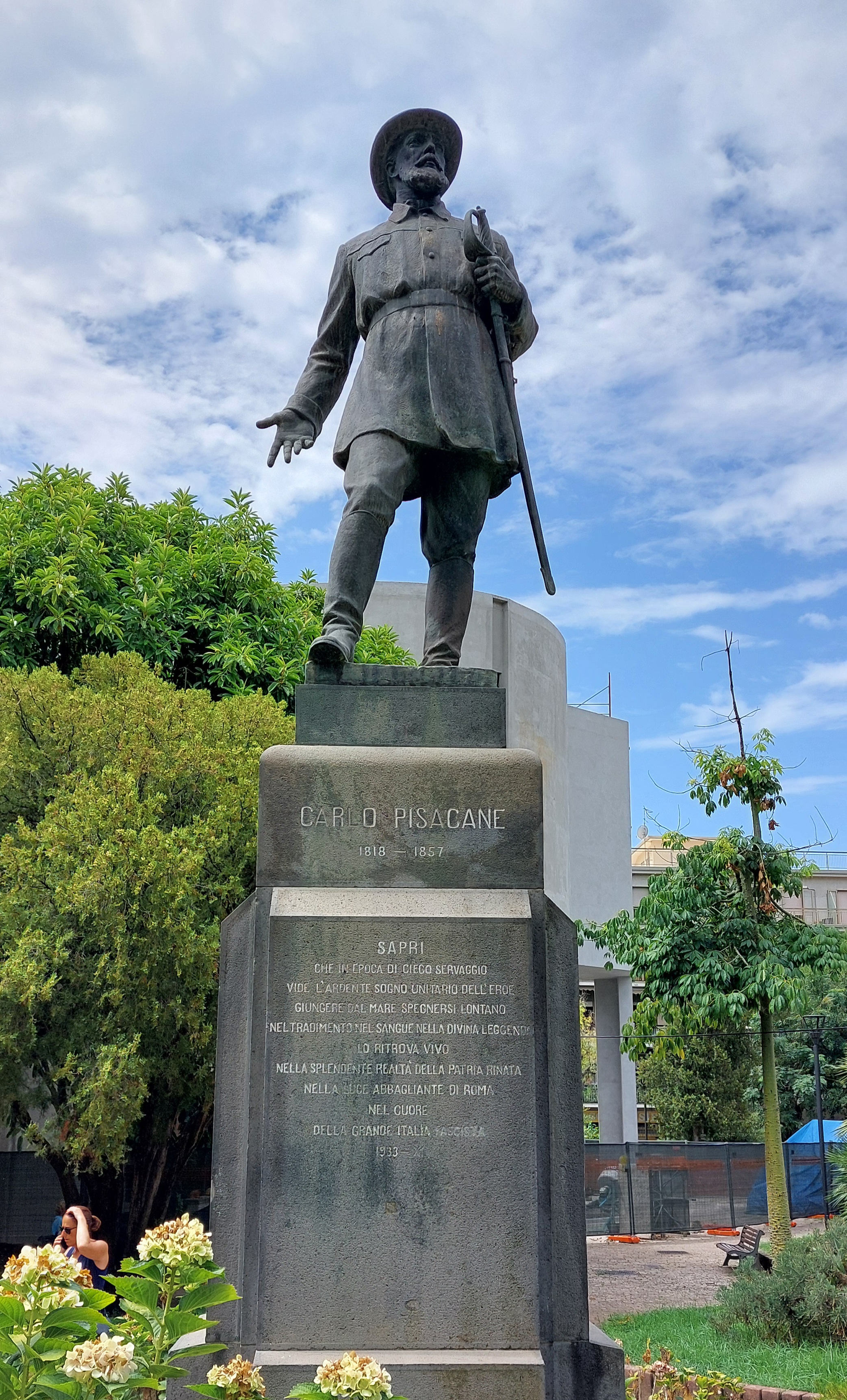
Statua in bronzo di Carlo Pisacane a Sapri.

Al centro dei giardini comunali della città vi è la statua bronzea raffigurante il rivoluzionario Carlo Pisacane celebre per la Spedizione di Sapri, il cui epitaffio, del quale l'ultima parte con riferimenti al fascismo volutamente cancellata, ma ancora visibile, recita:
"Che in epoca di cieco servaggio,
vide l'ardente sogno unitario dell'eroe,
giungere dal mare e spegnersi lontano.
Nel tradimento, nel sangue, nella Divina Leggenda,
lo ritrova vivo,
nella splendente realtà della patria rinata,
nella luce abbagliante di Roma,
nel cuore della grande Italia fascista."
Di fronte la casa comunale è posta l'opera scultorea in legno rappresentante il "Toro marino": vessillo della città che rappresenta l'unione tra il mare e la collina che circonda Sapri.
L'opera è stata realizzata da un artista locale con il tronco di un Pino secolare che proprio nella villa comunale fu abbattuto da un temporale.
Alle spalle della casa comunale si può ammirare la "casa del Buon Pastore" edificio appartenente alla famiglia del cavaliere Cesarino e successivamente donata alla popolazione.
 Sentiero Apprezzami l'Asino
Famoso sentiero che parte dal porto di Sapri e attraversa tutta la costa dalla Campania a Maratea, in Basilicata. Un tempo era l'unico collegamento per gli scambi culturali e commerciali delle due cittadine. Il nome del sentiero è stato adottato poiché in epoca passata gli unici mezzi di trasporto utilizzati erano asini e muli o carrette trainate dagli stessi animali, essendo il sentiero molto stretto in alcuni punti, quando due asini si incontravano lungo direzioni opposte era necessario valutare il carico: l'asino più "apprezzato" (il più giovane e con un carico più valoroso) poteva continuare mentre il più anziano doveva inevitabilmente essere rovesciato in mare. Oggi il sentiero non raggiunge direttamente la città ma raggiunge una torre di epoca Saracena che era luogo di avvistamento nei secoli scorsi. Passeggiare lungo il sentiero permettere di godersi un panorama spettacolare e suggestivo a contatto con la natura; inoltre è possibile ammirare da lontano la statua della Spigolatrice. Per i più esperti il sentiero si estende anche oltre le coste Campane e concede scorci nuovi e suggestivi.

## Società

### Evoluzione demografica
Abitanti censiti

## Cultura

### Cinema
- Eran trecento... (La spigolatrice di Sapri), film del 1952 diretto da Gian Paolo Callegari, con Rossano Brazzi
- Quanto è bello lu murire acciso, film storico del 1975 diretto dal regista Ennio Lorenzini, con Stefano Satta Flores
- Café Express, film del 1980 di Nanni Loy, con Nino Manfredi, è ambientato sul treno espresso Palermo-Napoli, e viene nominato un istituto di Sapri, da dove scappa il figlio del protagonista per raggiungerlo sul treno.
- No Time to Die, venticinquesimo film di James Bond. Alcune scene sono state girate alla stazione di Sapri e sulla strada tra Sapri e Acquafredda di Maratea.
- Scordato, film del 2023 diretto e interpretato dal regista Rocco Papaleo, alcune scene sono ambientate sulla strada costiera tra Sapri e Acquafredda di Maratea.

### Letteratura
- La spigolatrice di Sapri, poesia risorgimentale di Luigi Mercantini
- Il dolore perfetto, di Ugo Riccarelli,  romanzo vincitore del premio Strega 2004. Il "Maestro", personaggio principale del romanzo, proviene da Sapri.
- Tony Pagoda e i suoi amici [15], romanzo di Paolo Sorrentino[16]. Piacere, Alfredo Vitiello, da Sapri”. Io dico: “Visto che lo sottolinea, quanto ha contato Sapri nella sua biografia?”. Lui: “Moltissimo, perché a Sapri c'è il mare”.

## Economia
L'economia del territorio è prevalentemente turistica e commerciale. Il comune si fregia ormai da diversi anni della Bandiera Blu riconoscimento conferito dalla FEE alle migliori località costiere europee.

## Infrastrutture e trasporti

### Strade
Il comune è interessato dalla strada statale 18 Tirrena Inferiore, dalla strada regionale 104 e dalla strada provinciale 16

### Ferrovie
Sapri è servita dall'omonima stazione posta sulla linea Battipaglia-Reggio di Calabria; è ubicata in centro città del comune e servita da treni regionali e lunga percorrenza.

### Porti
Nel comune è presente un porto turistico. In estate è attivo il collegamento veloce in aliscafo per Capri (Italia)
- Metrò del Mare

## Amministrazione
| Periodo | Periodo   | Primo cittadino        | Partito                         | Carica  | Note |
| ------- | --------- | ---------------------- | ------------------------------- | ------- | ---- |
| 1989    | 1989      | Ermanno Cosentino      | Partito Socialista Italiano     | Sindaco |      |
| 1989    | 1990      | Pasquale Branda        | Partito Socialista Italiano     | Sindaco |      |
| 1990    | 1991      | Giuseppe Furgione      | Partito Comunista Italiano      | Sindaco |      |
| 1991    | 1993      | Vito D'Agostino        | Democrazia Cristiana            | Sindaco |      |
| 1993    | 1993      | Arturo Francescantonio | commissario prefettizio         | Sindaco |      |
| 1993    | 2002      | Vito D'Agostino        | Partito Popolare Italiano       | Sindaco |      |
| 2002    | 2007      | Giuseppe Del Medico    | L'Ulivo                         | Sindaco |      |
| 2007    | 2011      | Vito D'Agostino        | Lista civica (Unione di Centro) | Sindaco |      |
| 2011    | 2012      | Vincenzo Amendola      | commissario prefettizio         | Sindaco |      |
| 2012    | 2017      | Giuseppe Del Medico    | Partito Democratico             | Sindaco |      |
| 2017    | 2022      | Antonio Gentile        | Partito Democratico-Italia Viva | Sindaco |      |
| 2022    | in carica | Antonio Gentile        | Italia Viva                     | Sindaco |      |

### Gemellaggi
- Ripatransone

### Altre informazioni amministrative
Le competenze in materia di difesa del suolo sono delegate dalla Campania all'Autorità di bacino regionale Sinistra Sele.

## Sport
Hanno sede nel comune: la società di calcio Sapri Calcio 1928, la squadra di pallavolo maschile DLF Sapri, e la società femminile ASCAS Carlo Pisacane, la società sportiva dilettantistica, di pugilato olimpionico, Fight Club (Corinto Boxing Team).